# Шанс (телесериал)
«Шанс» (англ. The Cut) — британский драматический телесериал о лондонских школьниках. Первая любовь, первые ошибки, первые серьёзные проблемы — через все это им предстоит пройти.
Впервые вышел в эфир в сентябре 2009 года. Сериал был разработан Джеффри Гудвином и сценаристом Холби-сити Элом Смитом в сотрудничестве с продюсером KateModern Питом Гиббонсом и режиссером Hollyoaks Сарой Уокер.
Первый сезон транслировался на телеканале BBC Two и в Интернете с сентября по декабрь 2009 года. Второй сезон был показан в период с апреля по август 2010 года, третий сезон начался только через два месяца и был показан с октября по декабрь 2010 года. В марте 2011 года было официально объявлено, что четвёртого сезона не будет.